# Décès en 2015
Décès
- 2011
- 2012
- 2013
- 2014
- 2015
- 2016
- 2017
- 2018
- 2019

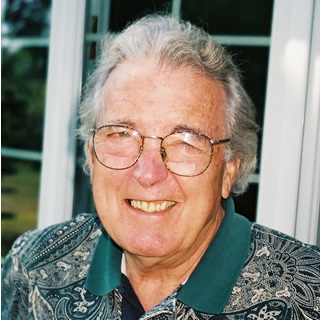
Arthur Thrall in 2005

Cet article présente une liste de personnalités mortes au cours de l'année 2015 dont la date de décès précise est inconnue.
La liste des personnes référencées dans Wikipédia est disponible dans la page de la Catégorie:Décès en 2015

Les mois de l'année font l'objet de listes spécifiques :